# Gabriela Dauerer

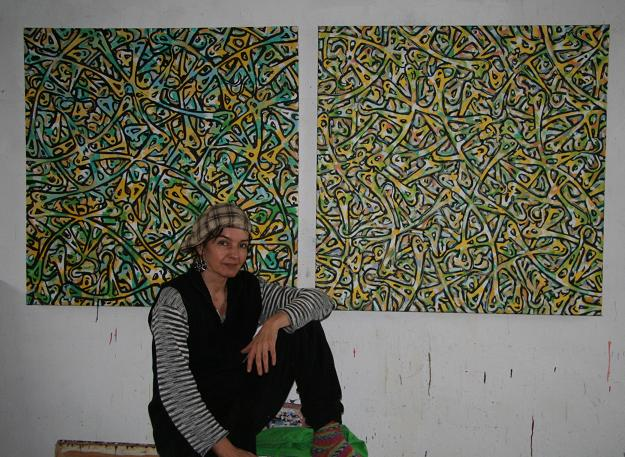
Gabriela Dauerer

Gabriela Dauerer (* 12. Juli 1958 in Nürnberg; † 22. Januar 2023 ebenda) war zeitgenössische deutsche Malerin. Sie war Vertreterin der radikalen Malerei.

## Leben
Dauerer studierte von 1979 bis 1986 Malerei an der Akademie der Bildenden Künste Nürnberg bei Ernst Weil und Christine Colditz. In dieser Zeit gewann sie den Akademiepreis und ein Stipendium des Deutsch-Französischen Jugendwerks für einen dreijährigen Nizza-Aufenthalt in der Villa Arson. Von 1984 bis 1986 absolvierte sie ein Diplomstudium in Nizza an der Ecole Pilote Internationale d’Art et de Recherche, unter anderen bei Ben Vautier. 1986 erhielt Dauerer den bayrischen Debütantenpreis für junge Literaten und bildende Künstler. 1988 folgte ein Jahr Aufenthalt in Florenz, im Zuge des Villa-Romana-Preises.
1992 hielt sich Dauerer auf Grund eines Stipendiums des Bayerischen Staatsministerium für Wissenschaft und Kunst für ein Jahr in New York und Tucson in den USA auf. 2003 vertrat sie, zusammen mit Barbara Sillari, Monaco bei der 50. Biennale von Venedig mit der Projektarbeit Il sogno que risorge dalla vita. Von 1989 bis 2002 lebte und arbeitete Dauerer überwiegend im Rheinland. Danach lebte sie wieder in Nürnberg.

## Preise
- 1988: Villa-Romana-Preisträger[3]
- 1989: Bayerischer Kulturpreis[4]
- 1991: Förderpreis der Stadtwerke Mönchengladbach
- 2003: Wolfram-von-Eschenbach-Förderpreis
- 2004: 2. Kunstpreis der Nürnberger Nachrichten[5]

## Ausstellungen (Auswahl)

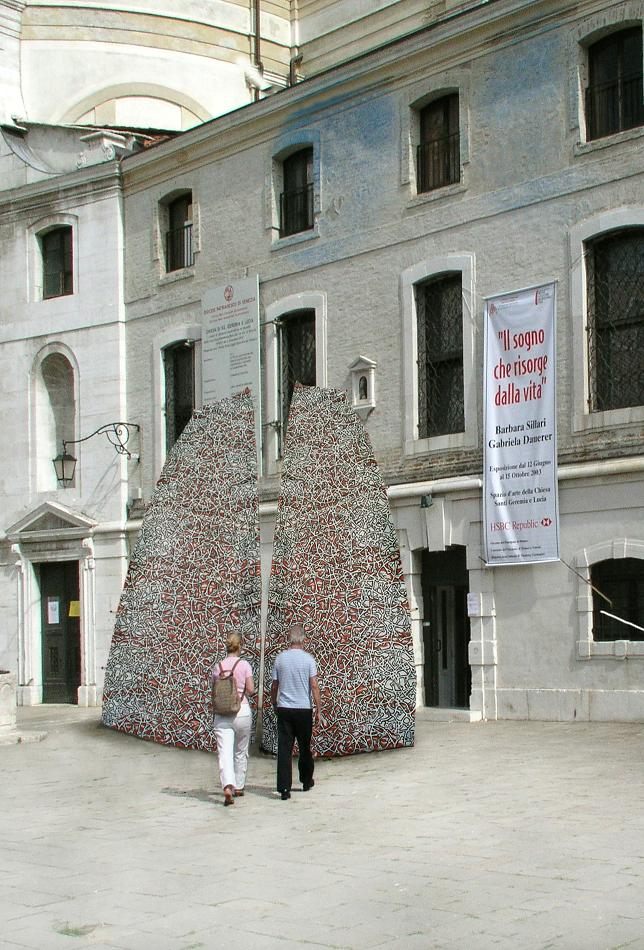
Biennale Venedig 2003

- 1985: Centre national des arts plastiques, Villa Arson, Nizza
- 1986: Centre d' Art Contemporain du C.A.C. Pablo Neruda, Paris
- 1988: Staatsgalerie Stuttgart
- 1989: Galerie Zimmer, Düsseldorf[6]
- 1992: Art Dècovertes Grand Palais, Paris
- 1995: Goethe-Institut, Japan
- 1995: Paszti-Bott Galerie, Köln
- 1996: Museum für zeitgenössische Kunst Mantua
- 2002: Museum Abteiberg Mönchengladbach
- 2003: Biennale Venedig (Vertreterin von Monaco)[7]
- 2010: Musée des beaux-arts, Nizza[8]

## Öffentliche Ankäufe
- Bayerische Staatsbibliothek München[9]
- Museen der Stadt Nürnberg
- Kunstsammlung Fürth